# Pelle Fors
Pelle Fors, egentligen Petter Magnus Johansson, född 12 november 1815 i Ukna församling, Kalmar län i Småland, död 30 november 1908 i Rönö församling, Östergötlands län, var en svensk spelman. Till yrket var han skomakare. Pelle Fors använde ofta förstämning, och spelade ofta Stenbocksmelodierna. Hans dotter Maja Edlund var efter hans död även hon ofta verksam som spelman.
Bland nutida spelmän som spelat in Fors melodier kan nämnas Pelle Björnlert.
Polska efter Pelle Fors är Sveriges signaturmelodi i Civilization VI tillsammans med Polska efter Byss-Calle och Helan går.

## Biografi
Pelle Fors föddes 12 november 1815 på torpet Björkgöl under Öndal i Ukna socken. Han var son till extra roteringskarlen Jaen Forssman och Stina Månsdotter. Familjen flyttade 1817 till Östra Eds socken. 1832 började Fors att arbeta som dräng på olika gårdar.
Forss gifte sig 22 december 1850 med Anna Sofia Larsdotter (1822-1886) och bor då på Hagaborg under Mörje. Fors arbetade då som skomakare. De fick tillsammans barnen Ernst Sten Malcolm Forssman (född 1850), Emili (född 1853), Sofia Lovisa (1855–1856), Magnus Napoleon Theodor (född 1857) och Axel Emil (född 1860). Familjen flyttade 1852 till torpet Gröndal under Mörjö i Rönö socken. Hustrun avled 1886 av en bröstsjukdom. 1902 flyttade Fors till fattighuset i socknen. Han avled där den 30 november 1908.

### Elever
Spelmännen Carl August Månsson och Arvid Bergvall var elev till Fors.

## Verklista
Låtar efter Fors som är upptecknade av spelmannen Arvid Bergvall, Rönö socken.
- Vals i G-dur.
- Polska i G-dur.
- Gökpolska i G-dur.
- Marsch Tyska klockspelet i A-dur.
- Vals i G-dur.

Låtar efter Fors som är upptecknade av spelmannen Carl August Månsson, Norrköping.
- Polska Nittonbundna eller väspolska i A-dur. Peller Fors hade fått den av spelmannen Jakob Måne, Skällviks socken.
- Strömkarlspolska i A-dur. Bergvall kallade polskan för Pinntorpafruns polska.
- Polska i D-moll.
- Knäppvalsen i A-dur. Kallades även Pinntorpafruns vals.
- Polska i G-moll. Kallades även Grannas flickor.
- Polska Kärringträten i A-dur.
- Polska i A-moll.
- Polska i A-dur.

Låtar efter Fors som är upptecknade av spelmannen Carl Erik Södling.
- Neckens polska i G-moll.